# 出羽村 (埼玉県)
出羽村（でわむら）は埼玉県の南東部、南埼玉郡に属していた村。

## 地理
- 河川：元荒川、綾瀬川、出羽堀

## 歴史
- 1889年（明治22年）4月1日 町村制施行により、四丁野村、七左衛門村、越巻村、谷中村、神明下村、大間野村が合併し南埼玉郡出羽村が成立する。旧村は出羽村の大字となる。村名は出羽堀を開削した会田出羽の名前に因む[1]。
- 1954年（昭和29年）11月3日 南埼玉郡越ヶ谷町、大沢町、新方村、桜井村、大袋村、荻島村、蒲生村、大相模村、増林村と合併し越谷町となる[2]。出羽村の大字は合併後も継承された。
- 1955年（昭和30年）11月3日 草加町の一部（大字伊原・上谷・麦塚）が越谷町へ編入する。大字伊原・上谷の住民が草加町への合併に難色を示し紛争となったため[3][4]。
- 1958年（昭和33年）11月3日 越谷町が市制施行し越谷市となる[2]。

2015年ごろまで村役場が残存していたが、現在はJA越谷市本店が移転し消滅している。